# Čađavički Lug
Čađavički Lug falu Horvátországban Verőce-Drávamente megyében. Közigazgatásilag Szagyolcához tartozik.

## Fekvése
Verőcétől légvonalban 42, közúton 49 km-re délkeletre, községközpontjától 4 km-re északkeletre, Nyugat-Szlavóniában, a Drávamenti-síkságon, a Szalatnokot Eszékkel összekötő 34-es számú főút mentén, Szagyolca és Monoszló között fekszik.

## Története
A 19. század végén keletkezett Szagyolca keleti, Lug nevű határrészén, a Monoszlóra vezető út mentén. A szalatnoki uradalom része volt. 1922-ben a horvát Zagorja vidékéről érkezett horvát családok vásároltak itt földet az állami kézbe került volt uradalmi területen. Önálló településsé csak a második világháború után vált, miután újabb, nagyszámú horvát lakosság telepedett le itt. Az 1960-as évektől fogva a fiatalok elvándorlása miatt a lakosság száma folyamatosan csökken. Ma már alig több mint negyede a háború utáni népességnek. 1991-ben lakosságának 87%-a horvát, 5%-a szerb nemzetiségű volt. 2011-ben 277 lakosa volt.

## Lakossága
| Lakosság változása | Lakosság változása | Lakosság változása | Lakosság változása | Lakosság változása | Lakosság változása | Lakosság változása | Lakosság változása | Lakosság változása | Lakosság változása | Lakosság változása | Lakosság változása | Lakosság változása | Lakosság változása | Lakosság változása | Lakosság változása |
| ------------------ | ------------------ | ------------------ | ------------------ | ------------------ | ------------------ | ------------------ | ------------------ | ------------------ | ------------------ | ------------------ | ------------------ | ------------------ | ------------------ | ------------------ | ------------------ |
| 1857               | 1869               | 1880               | 1890               | 1900               | 1910               | 1921               | 1931               | 1948               | 1953               | 1961               | 1971               | 1981               | 1991               | 2001               | 2011               |
| 0                  | 0                  | 0                  | 0                  | 0                  | 0                  | 0                  | 527                | 955                | 1.016              | 831                | 550                | 446                | 400                | 316                | 277                |

(1931-ig településrészként, 1948-tól önálló településként.)

## Nevezetességei
Ávilai Szent Teréz tiszteletére szentelt római katolikus haranglába.